# Palazzo d'Attimis
Palazzo d'Attimis-Maniago è un edificio di Maniago. Era la residenza dei signori di Maniago.

## Storia

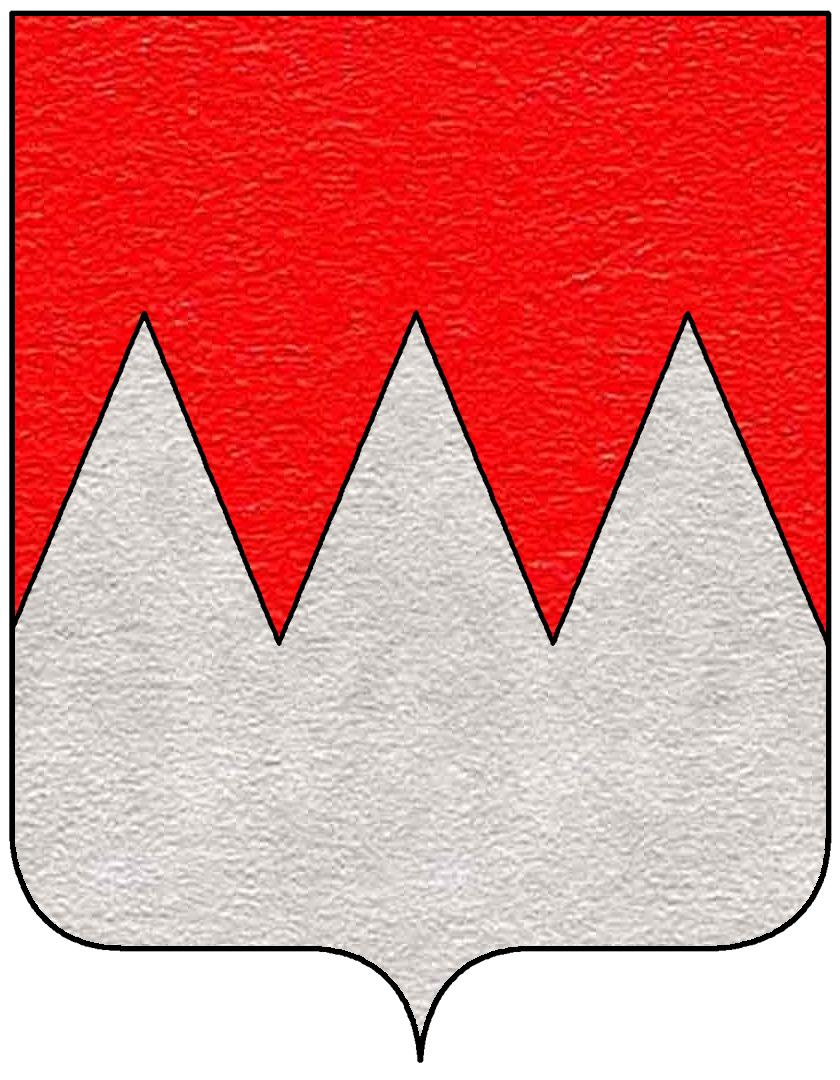
Stemma della famiglia Attimis Maniago

L'edificio è un palazzo storico del settecento, antica dimora dei signori di Maniago, una delle più antiche famiglie feudali del Friuli.
L'opera di costruzione del palazzo venne ufficializzata nel 1420, a ricordo della convenzione tra Bartolomeo di Maniago e la Serenissima nel 1420. Per la completa edificazione ci vollero diversi anni, se non decenni, fino al 1739, data simbolica per la famiglia Maniago poiché avvenne il matrimonio tra Fabio I di Maniago e Caterina di Spilimbergo. Per l'occasione tutto il palazzo venne addobbato per la cerimonia e vi si riorganizzò il corpo centrale del Palazzo, costruendo la lunga scalinata di marmo bianco.
Intorno al 1740 vennero affrescati i saloni al piano nobile ed è probabile che l'affreschista e architetto di tutto ciò fu lo stesso Fabio I.
Negli anni successivi vennero curati i giardini all'inglese e venne realizzata la chiesa adiacente al palazzo, chiesa che i Maniago utilizzavano ogni giorno per le messe quotidiane. Nel '900 il palazzo venne usato come ospedale civile, accogliendo malati e feriti da tutto il pordenonese e anche da provincie limitrofe.
Il palazzo subì grossi danni dal terremoto del 1976 e ci vollero diversi anni per rimetterlo in sesto e riportarlo alla condizione originale. Oggi palazzo d’Attimis-Maniago è divenuta una location per matrimoni, concerti, eventi di carattere sportivo, convention ed eventi di tutti i tipi.

## Descrizione

### Esterno

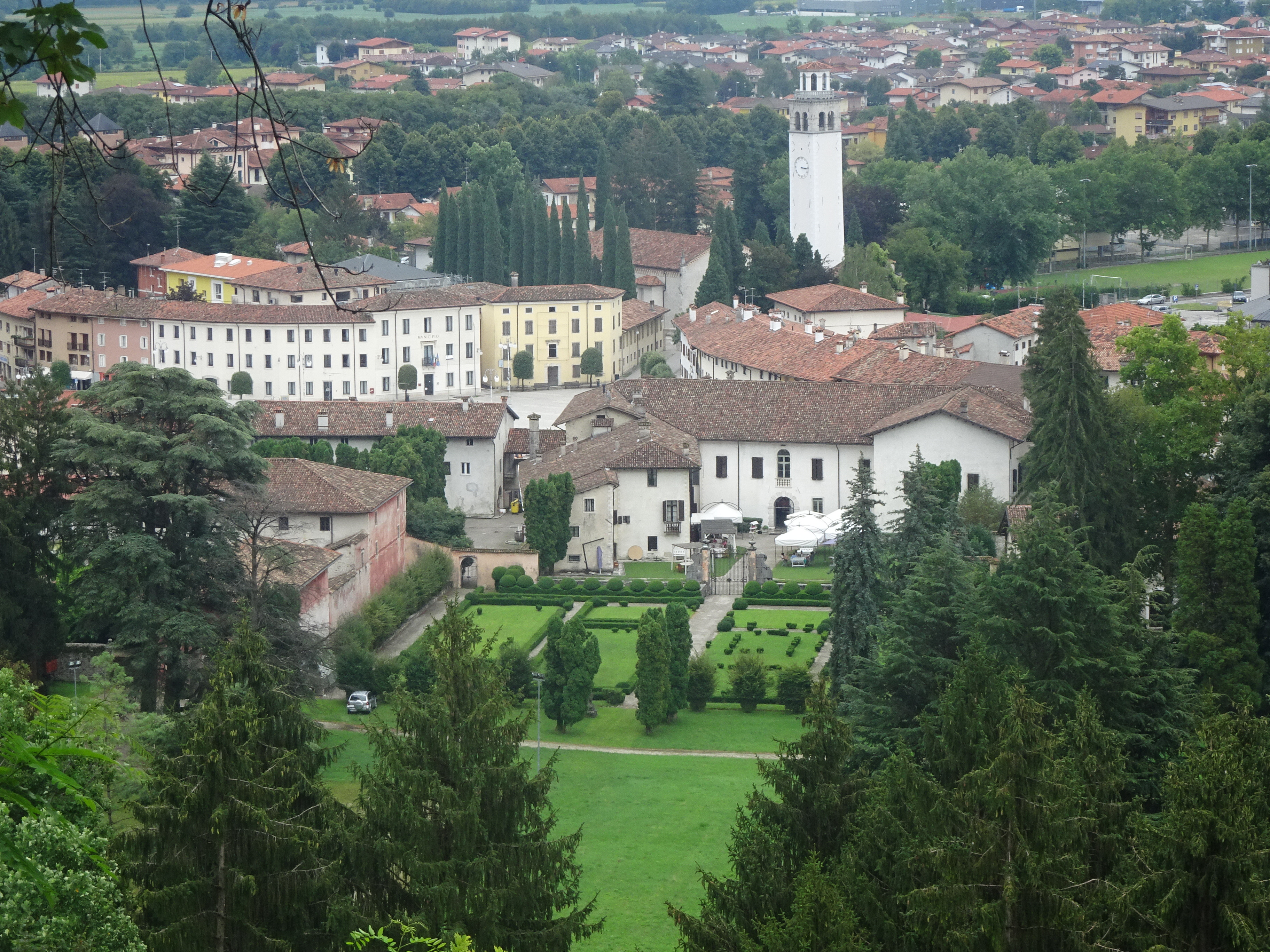
I giardini all'inglese del palazzo visti dal castello di Maniago

Il palazzo ospita un giardino interno all'inglese di 6 ettari. Il giardino fu voluto da Fabio II di Maniago che per realizzarlo chiamò Francesco Bertoldi, già giardiniere di Villa Manin.
Lo stesso Fabio II, dopo diversi anni di viaggi in Europa nelle corti dei grandi signori, ritorna a Maniago e da l'ordine di piantare le rare essenze che compongono tutt'ora il parco all’inglese.
Sulla facciata del palazzo, osservando da piazza Italia, spicca un affresco del '500 realizzato da Pomponio Amalteo, raffigurante il Leone di San Marco che regge lo stemma dei signori Maniago, al posto del classico vangelo.

### Interno
All'interno del palazzo vi sono diversi saloni, tutti magnificamente affrescati. Il soffitto di ciascun salone è travato con travi alla sansovina ed è impreziosito da piccoli ritocchi in oro. Al centro del soffitto del salone principale, che si affaccia direttamente sulla piazza centrale, vi è grande lampadario in vetro di murano.
L'edificio ha un totale di 6 stanze maggiori. Al piano nobile non vi è solo il salone principale e altere 3 stanze, ma altre due, rispettivamente la "galleria" e la "sala degli Armadi". All'interno della sala degli armadi vi si custodita la biancheria del Palazzo e attualmente vi sono ancora intatti preziosi armadi settecenteschi.